# Askia Musa
Askia Musa (zm. 1531), władca Songhaju w latach 1528 lub 1529–1531.
Był jednym z wielu synów Askii Muhammada Ture Wielkiego. Wykorzystując niezadowolenie części wojska spowodowanie nieorganizowaniem nowych wypraw wojennych obalił swego ojca. Po wstąpieniu na tron nakazał wymordowanie dużej części rodziny. Został obalony i zamordowany w wyniku spisku zawiązanego przez ocalałych z pogromów krewnych.